# Medymnos
Medymnos (gr. μέδιμνος l. mn. μέδιμνοι) – w Atenach jednostka pojemności ciał sypkich, liczył ok. 51-52 litrów.